# Casa do Cipreste

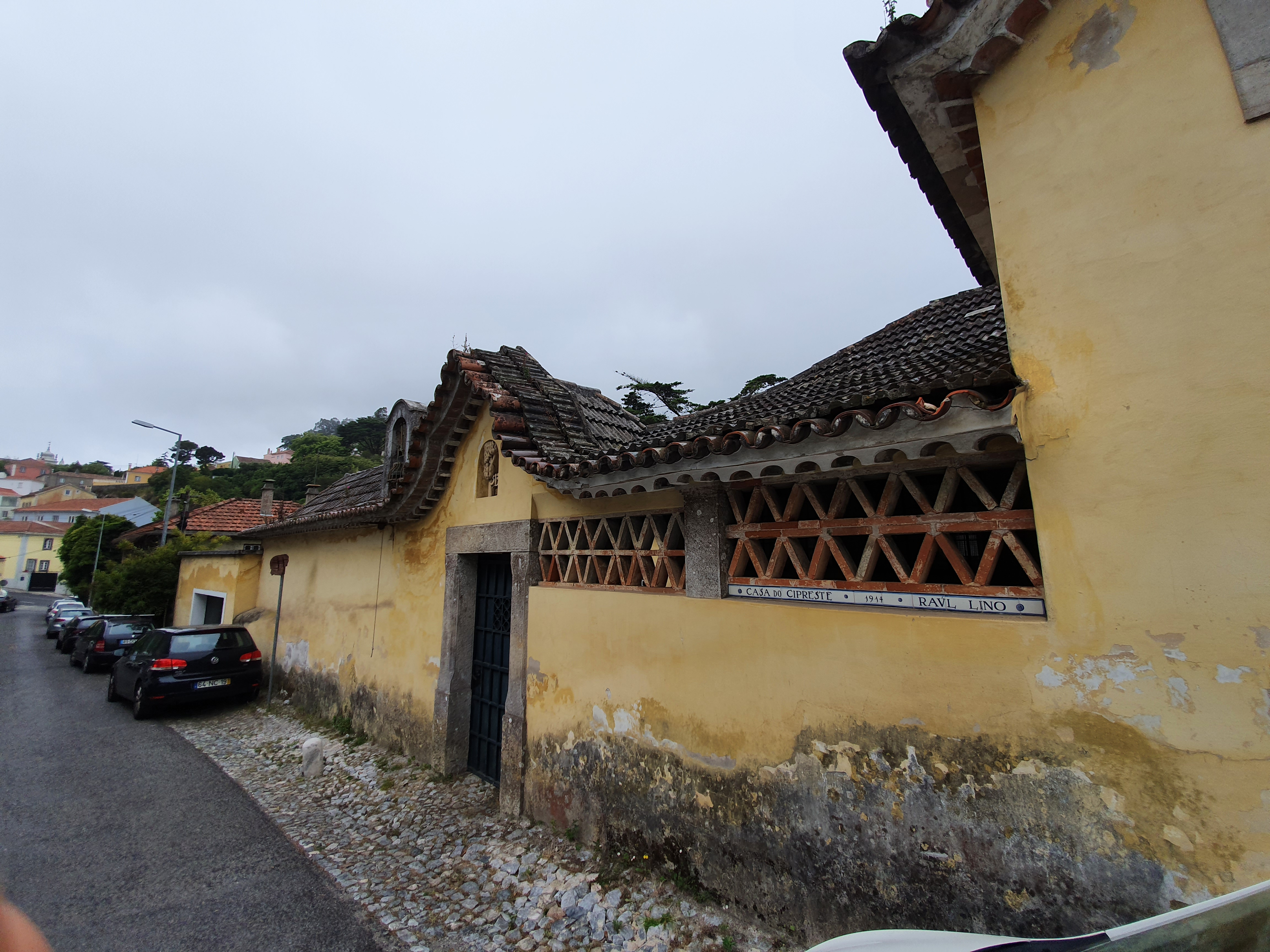
Casa do Cipreste, projecto de Raul Lino, em Sintra

A Casa do Cipreste, um dos trabalhos que mais marcaram a vida profissional do Arquiteto Raul Lino, em São Pedro de Sintra.
É um edifício residencial com inicio de construção em 1912 e inauguração, ainda incompleta, em 1914, que teve no primeiro projecto em 1907 a designação de “A Pedreira” tendo logo passado ser Casa do Cipreste, feita para residência pessoal de Raul Lino, ainda hoje se encontra na posse da sua família, assim se mantem em bom estado de conservação sendo uma das poucas cassas dessa época que mantem a sua função original, tendo sido considerado um Imóvel de Interesse Público em 2005, na Área Protegida de Sintra-Cascais.

## A Casa
É uma casa com planta irregular, composta através da articulação de corpos com diferentes alturas e áreas, vai-se desenvolvendo ao longo de quatro pisos rematado por coberturas escalonadas e diferenciadas, efetuadas por telhados de 2, 4, 6 e 8 águas. Numa implantação num terreno de elevado declive, a cobertura e cave fazem parte dos seus 5 pisos, estando a cave parcialmente enterrada. De forma a viabilizar um melhor aproveitamento do terreno, numa concepção orgânica, esta obra vai resultar numa articulação de volumes, de diferentes pisos e morfologias, numa planta que o próprio Arquiteto descrevia como "Enroscada como um gato ao sol".

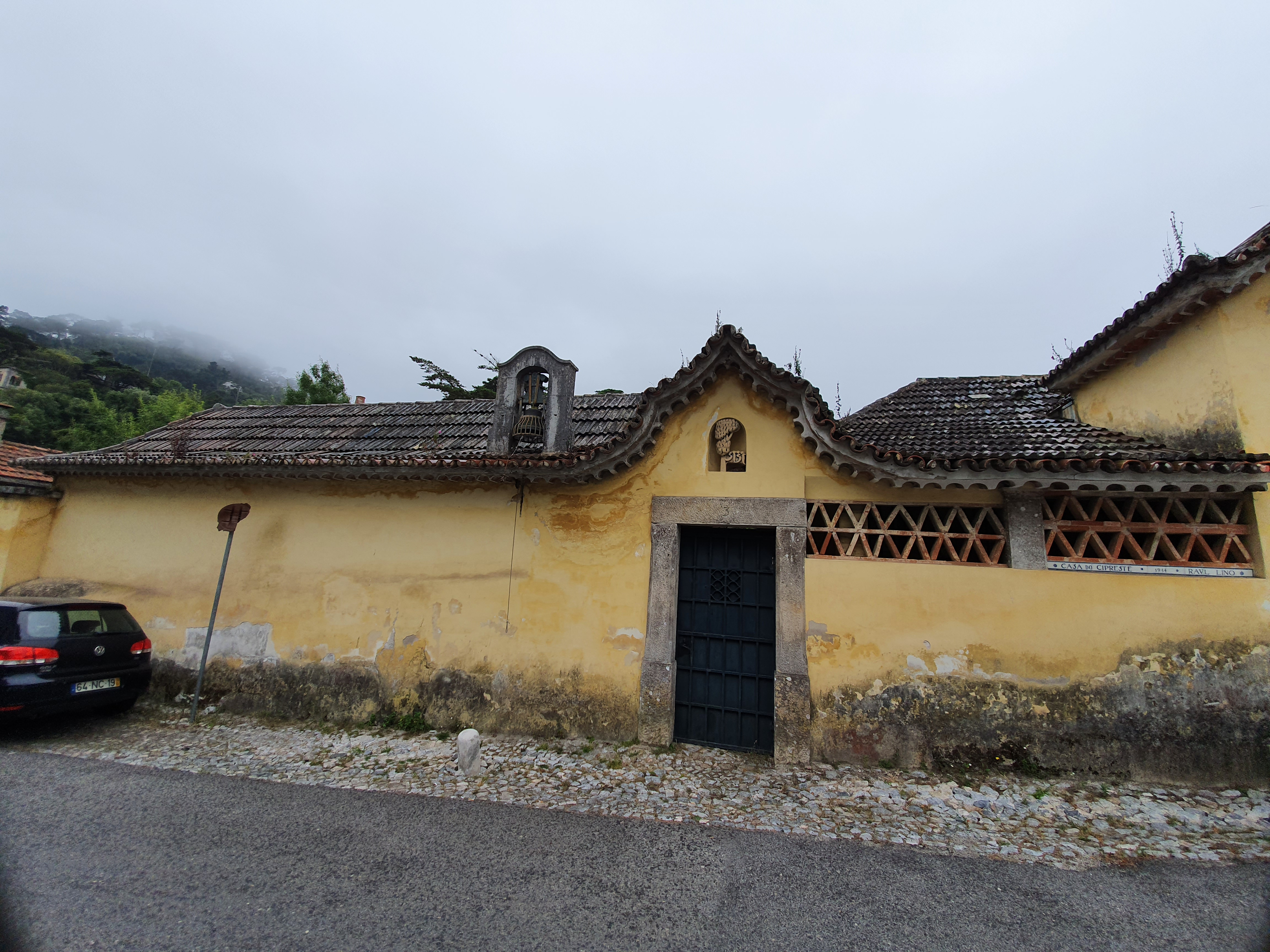
Casa do Cipreste (vista parcial da fachada norte)

O amor pelo local, e o culto pela privacidade foram os principais pilares deste projeto, que foi a “mais livre e elaborada realização do seu entendimento da arquitetura doméstica.”  Raul Lino vai tornar esta edificação num conjunto de volumes fraccionados, em que as coberturas são independentes, e com uma distribuição muito inteligente nas aberturas e nos espaços de transição, marcadas por um ritmo, em que traz a paisagem para o seu interior. Ele vai isolar quase totalmente o edifício da rua, formando a organicidade da planta, que se distribui para um pátio interior . É ele que vai desenhar os painéis de azulejos, selecciona ou desenha os móveis do seu interior, em que estes fazem parte das paredes, como corpos integrados. Existe uma forma quase poética de se habitar o espaço, que se vai desenrolando ao longo da casa, através do entendimento da escala, do controlo da luz e de uma grande riqueza espacial. Desta forma o arquiteto, apropria os valores já existentes do lugar sem a eles se sobrepor, num jogo subtil entre tradição e inovação, englobando ambos numa solução irrepetível.

## O Cipreste
O cipreste para Raul Lino representava de certa forma a sua personalidade, alguém isolado e imponente, tal como as características formais deste tipo de árvore. Esta casa foi construída para si mesmo, não se podendo chamar uma casa de férias pois, passara lá muitas temporadas em que ia todos os dias a Lisboa ao seu atelier trabalhar, seria uma temporada que iria de Março a Outubro.:27-28
Este projeto começa a ser desenhado após a saída de Inglaterra para ir estudar para a Alemanha e com isto podemos prever que é uma casa que, desde cedo, continha intimidade, recato, paixões, ou seja, algo que é pensado pormenorizadamente por quem a irá viver. Este projeto é acabado de desenhar já em Portugal, sendo só começada a construir em 1912, demorando dois anos até à sua inauguração. A casa foi construída num terreno cedido pelo seu pai, onde antes teria sido uma pedreira explorada pela empresa a seu cargo, sendo o primeiro nome deste projeto “A pedreira”. A marca desta atividade que aqui laborou está presente nas grandes escarpas que ainda hoje são visíveis em algumas zonas do terreno, mas mesmo assim, Raul Lino consegue implantar a casa num local onde consegue encontrar um rasgo onde alcança uma vista magnifica sobre a natureza.:31
O telhado entre o verde e os castanhos, não sendo a cor normal das telhas, mostra a preocupação que Raul Lino exprimia para que a casa se misturasse ainda mais com o meio que a envolve e com a natureza. Mais uma vez a importância evidente que a natureza tem para este arquiteto, não só preserva-la, mas também diluir a sua obra para que nada a interrompa. no momento da construção o terreno era totalmente desprovido de arvores por se tratar de uma pedreira em fim de extracção, tendo havido desde logo a preocupação de o arborizar abundantemente. 

## O percurso pela casa
A casa é marcada por diferentes entradas e percursos que podemos encontrar, um deles, caminho deste a Calçada de S. Pedro, passando pelo lago que guarda as águas das chuvas e que irá ter a uma magnifica varanda da sala de estar. O terreno tem 2400m2, sendo que 450m2 é a área que se destina aos espaços construídos e cobertos. Num dos percursos, podemos descansar em cima da cisterna, dissimulada pela encosta, sendo este percurso conduzido para a entrada secundária da casa, onde existe um pequeno banco, banco este utilizado pelo arquiteto na sua vinda de Lisboa no fim de um dia de trabalho. Raul Lino afirma que ao construir uma casa não pode haver uma verdadeira economia, sendo que esta expressão não significa a construção custar pouco dinheiro, mas sim a principal e das primeiras virtudes de uma obra de arquitetura: A beleza fundamental de uma casa está nas suas proporções; estas porém não se estabelecem por meio de tabelas; é indispensável uma educação espacial do sentido da vista para proporcionar com harmonia e nobreza.:43
O acesso principal à casa faz-se pela Rua do Roseiral, a partir da cota mais alta do terreno, numa zona que, não podia ser mais discreta e camufladora daquilo que acontece para o outro lado do terreno. Raul Lino afirma que uma casa é a moldura que enquadra uma boa parte da nossa vida espiritual e o melhor da nossa vida familiar, não considerando a casa apenas um abrigo do corpo contra as intempéries, é também o refúgio para o espírito após a luta do dia-a-dia. O portão em ferro da entrada principal esconde por completo o que se passa no interior, como já foi referido, fazendo com que quem nele entra fique completamente surpreendido com o que se passa para lá daquela parede de ferro maciça. A entrada na Casa do Cipreste é uma mistura de sensações, é uma passagem para um novo mundo, um mundo privado, pois o Aquiteto consegue fazer esse jogo devido aos diferentes espaços que vão sendo desenhados, voltados sempre para o interior, algo que podemos constatar em inúmeras obras de Raul Lino, o que para ele não significava o isolamento mas sim a intimidade e o recato. O pátio é dividido por dois espaços diferentes, o corpo doméstico da casa e o corpo do atelier, mas com um elemento a ligar todos estes espaços, o jardim. O primeiro som que se sente ao entrar na casa é da água a escorrer na pequena fonte deste jardim, o que transmite imediatamente a ideia de vida, movimento que ainda ali existe. É para este recanto que se viram as janelas dos quartos, sendo as de baixo as dos espaços do casal e as de cima dos quartos das filhas. Tudo está pensado ao mais ínfimo pormenor, nada nesta casa é inconsciente ou fruto do acaso.:45-46
O atelier, ao encontrar-se diferenciado e distanciado da casa, é por natureza um espaço semiprivado, não sendo um espaço planeado no desenho inicial. Este é um espaço intimista que permite criar o distanciamento entre a vida profissional e a vida familiar, sendo isso traduzido na distância que é feita pelo pátio. O atelier tem um pé-direito alto de teto em madeira em forma de pirâmide de base retangular, o que não transmite propriamente uma sensação de conforto, sendo este dado pela presença de uma lareira. As janelas são orientadas para a serra de Sintra, apesar de serem de peito alto, o que faz com que quem esteja sentado a trabalhar não tenha vista para o exterior. Neste espaço tudo foi desenhado por Raul Lino, a secretaria, o candeeiro, a cadeira entre muitas outras peças.:47
No que diz respeito ao interior do corpo da casa, entramos no hall e logo ai confrontamo-nos com uma escada em forma de "U", escada essa que dá acesso aos quartos das suas filhas e ainda a um quarto de brinquedos. Pode afirmar-se desde já que, todos os materiais são criteriosamente selecionados, conforme o desejo de diferentes ambientes que o arquiteto quer dar aos diferentes espaços que vai projetando e desenhando. Após o hall, temos o corredor, a espinha dorsal da casa. Do lado esquerdo encontramos os espaços destinados ao casal, sendo um espaço de plena simplicidade e descretismo, de modo a preservar a intimidade que Raul Lino tanto valorizava. Do lado direito encontramos zonas como de serviço, a cozinha e os espaços destinados aos funcionários domésticos, tendo esta zona ligação à Sala de Jantar, mas de uma forma completamente camuflada, fazendo com que a porta se dilua na parede, como se não dessemos pela sua presença, sendo esta divisão a única sem relação com pátio exterior. Este é um espaço elíptico, de teto em abóbada, com paredes completamente pintadas com motivos florais. O desenho desta sala deve-se à extrema preocupação por parte do arquiteto em que o som das conversas que decorreriam à mesa não fosse perturbador às visitas.:50-51
O espaço mais privilegiado pela magnifica vista que este terreno usufrui é a Sala de Estar, também contigua ao átrio, coberta por tetos em masseira. O pavimento é totalmente em réguas de madeira, sem qualquer tipo de juntas transversais. O teto é desenhado de modo a criar desacertos para quem o vê, de modo a dar riqueza à caracterização espacial. Este espaço tem quatro vãos, um balcão e três janelas orientadas para momentos diferentes (Palácio da Pena, Castelo dos Mouros e o Paço de Sintra), mas tendo sempre como fundo a natureza da serra. A sala prolonga-se para a varanda sobre o pátio a nascente, estando pendurada sobre a paisagem a poente, sendo um espaço com uma intimidade com a natureza extraordinária. Voltando ao interior, esta sala continha vários momentos e áreas distintas, apesar de ser um espaço amplo, como a zona do piano, sendo possível com isto constatar a importância que a música tem na vida deste arquiteto. Descendo a escadaria de acesso ao piso inferior deparamo-nos com uma das entradas secundarias da casa, a entrada dos ferrinhos.:51-53
O projeto da Casa do Cipreste articula-se e fundamenta-se na envolvente paisagística fazendo corpo com ela. É uma casa que não passa de despercebida a quem precorre distraído pelos caminhos da serra de Sintra.

## A Luz
A luz é algo que, nesta casa, tem um papel fundamental na sua caracterização, começando pelas sombras desenhadas nas suas fachadas pelas imensas árvores do exterior. A luz enfatiza o ambiente desta casa pela vibração que impõe à cor verde/castanha das telhas vidradas, cor que se integra com o envolvente. Este jogo de luzes resulta nos multifacetados tipos de espaços que o arquiteto projeta ao longo das diferentes horas do dia. Na Casa do Cipreste os jogos de luz sucedem-se em cada momento que percorremos ou nos quais nos detemos, sendo traduzidas como O sol é indispensável para a boa higiene de uma habitação e muito contribui para que nela haja alegria.:61
Esta casa, é tudo menos comum. É uma casa integrada na paisagem mas que não passa despercebida, impondo-se pela sua singularidade. É a imagem de algo que só a paixão por aquilo que se faz poderia fazer nascer. O modo como cada pormenor é tratado por Raul Lino mostra que esta casa significava a busca pelo sentido pleno da sua existência. Nesta casa, não só investiu grande parte do seu tempo, mas também todo o seu dinheiro, o seu saber, o seu amor e o seu cuidado. Os sítios onde a água goteja, o desenho dos puxadores, o som da Sala de Jantar, a luz, todos estes elementos fazem desta casa uma manifestação estilo e neste caso, é o modo como Raul Lino faz arquitetura, um homem apaixonado, principalmente pelas manifestações do espírito.:69